# Giuseppe Castiglione
Giuseppe Castiglione (19 juli 1688 — 17 juli 1766) was een Italiaanse lekenbroeder, verbonden aan de missie van de jezuïeten in China,  die in het Chinees Keizerrijk als schilder diende aan het hof van de keizer. Hier was hij bekend bij zijn Chinese naam Lang Shining (traditioneel Chinees: 郎世寧).

## Biografie
Giuseppe Castiglione werd op 19 juli 1688 geboren in het district San Marcellino te Milaan. In 1709 trad hij toe tot de orde van de Jezuïeten en werd er lekenbroeder.

### Missie naar China
Missionarissen in China zonden een verzoek naar Europa voor een schilder die aan het keizerlijk hof in Beijing zou kunnen dienen en Castiglione bood zich aan. Onderweg naar China werd hij een aantal jaren in Portugal opgehouden, waar hij het interieur van de kapel van Coimbra decoreerde. Hier schilderde hij onder meer het altaarstuk dat de besnijdenis van Jezus Christus afbeeldt.
In 1715 arriveerde Castiglione als missionaris in China en nam er de naam Láng Shìníng (郎世寧) aan. Zijn schilderskwaliteiten werden door Keizer Qianlong gewaardeerd en Castiglione bleef ettelijke jaren als hofschilder werken. Hij schilderde een grote verscheidenheid aan onderwerpen, waaronder enkele portretten van de keizer en zijn vrouw.
Het werk van Castiglione is een mix van Europese en Chinese composities, thema's en schildertechnieken. Zo bekwaamde hij zich in de precieze en kleurrijke Gongbi-techniek. In navolging van de Italiaanse renaissancemeesters legde hij de nadruk op kleur, licht en perspectief. Om aan de wensen van de keizer te voldoen deed Castiglione enkele concessies. Zo hield Qianlong niet van de sterke schaduwen zoals die gebruikelijk waren bij clair-obscur; hij vond deze op vuil lijken. Om een portret te kunnen maken zorgde Castiglione er derhalve voor dat er genoeg licht was, zodat schaduw in het gezicht zoveel mogelijk werd beperkt.
Castiglione ontwierp ook de westerse paleizen in de keizerlijke tuinen van het Oude Zomerpaleis. Hij stierf op 17 juli 1766 in Beijing.

## Invloed

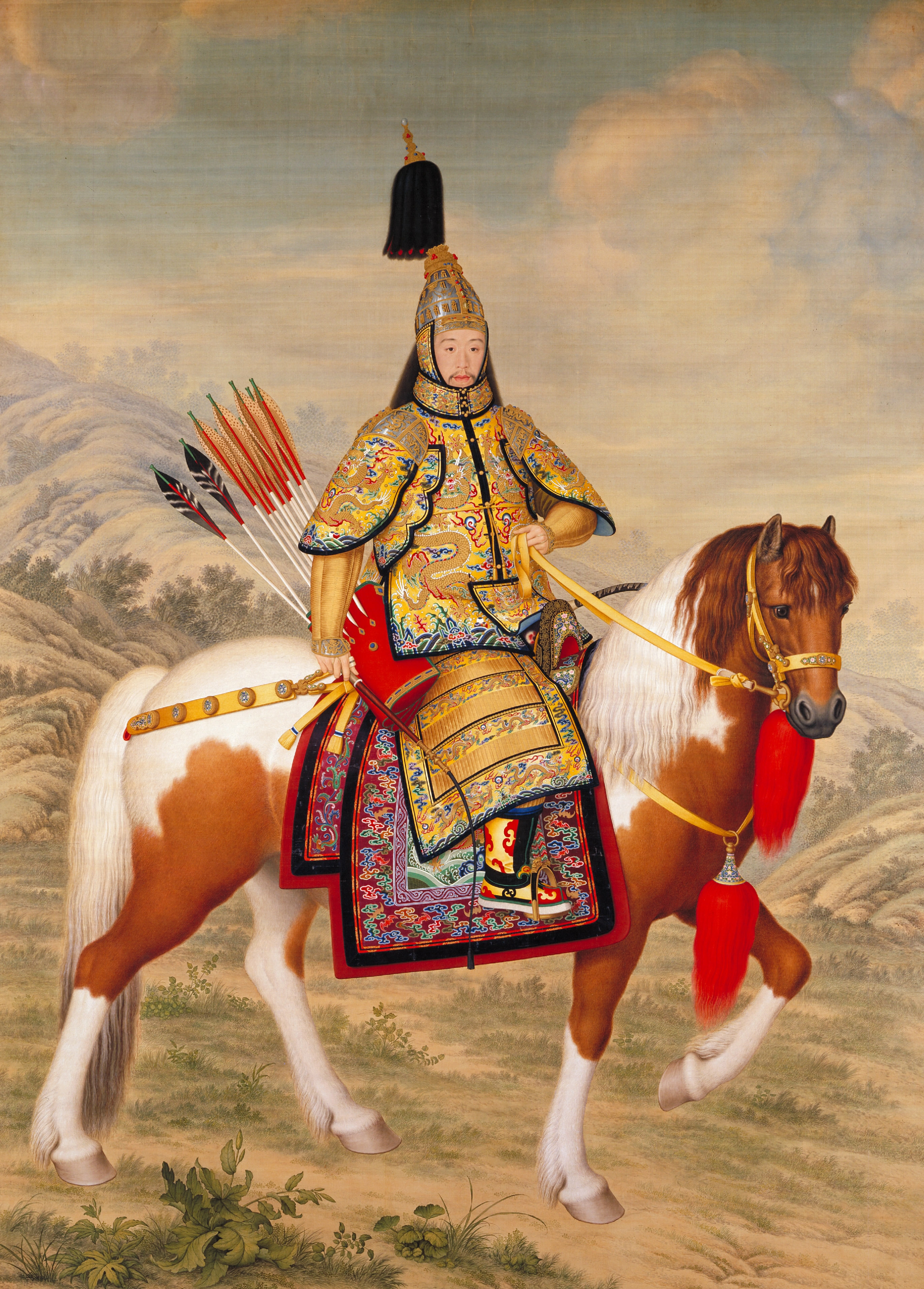
Qianlong schouwt de troepen

Castiglione en andere Europese schilders werden aan het hof gewaardeerd, omdat hun wijze van schilderen een vorm van verslaglegging en documentatie van bijvoorbeeld de keizer was die tot dan toe in China onbekend was. Er waren echter maar enkele Chinese schilders die gingen experimenteren  met perspectief. Dat er geen interesse ontstond voor hun werk lag niet aan een tekort in hun technisch kunnen op dat gebied, maar veel meer aan de conventionele artistieke smaak van het geletterde publiek. 
Sinds de veertiende eeuw overheerste in de Chinese schilderkunst de Zuidelijke School. In deze stroming vond men dat een kunstenaar in de eerste plaats zijn eigen persoonlijke gevoelens – een beeld van zijn eigen innerlijke wereld – moest creëren, waaraan een natuurgetrouwe weergave van het onderwerp en de uiterlijke dingen ondergeschikt was. Veel literati zagen het gebruik van perspectief dan ook slechts als een kunstje, iets als een gimmick. De invloed van Castiglione en andere Europese hofschilders op de verdere ontwikkeling van de Chinese schilderkunst is dan ook zeer gering geweest.

## Schilderijen en prenten

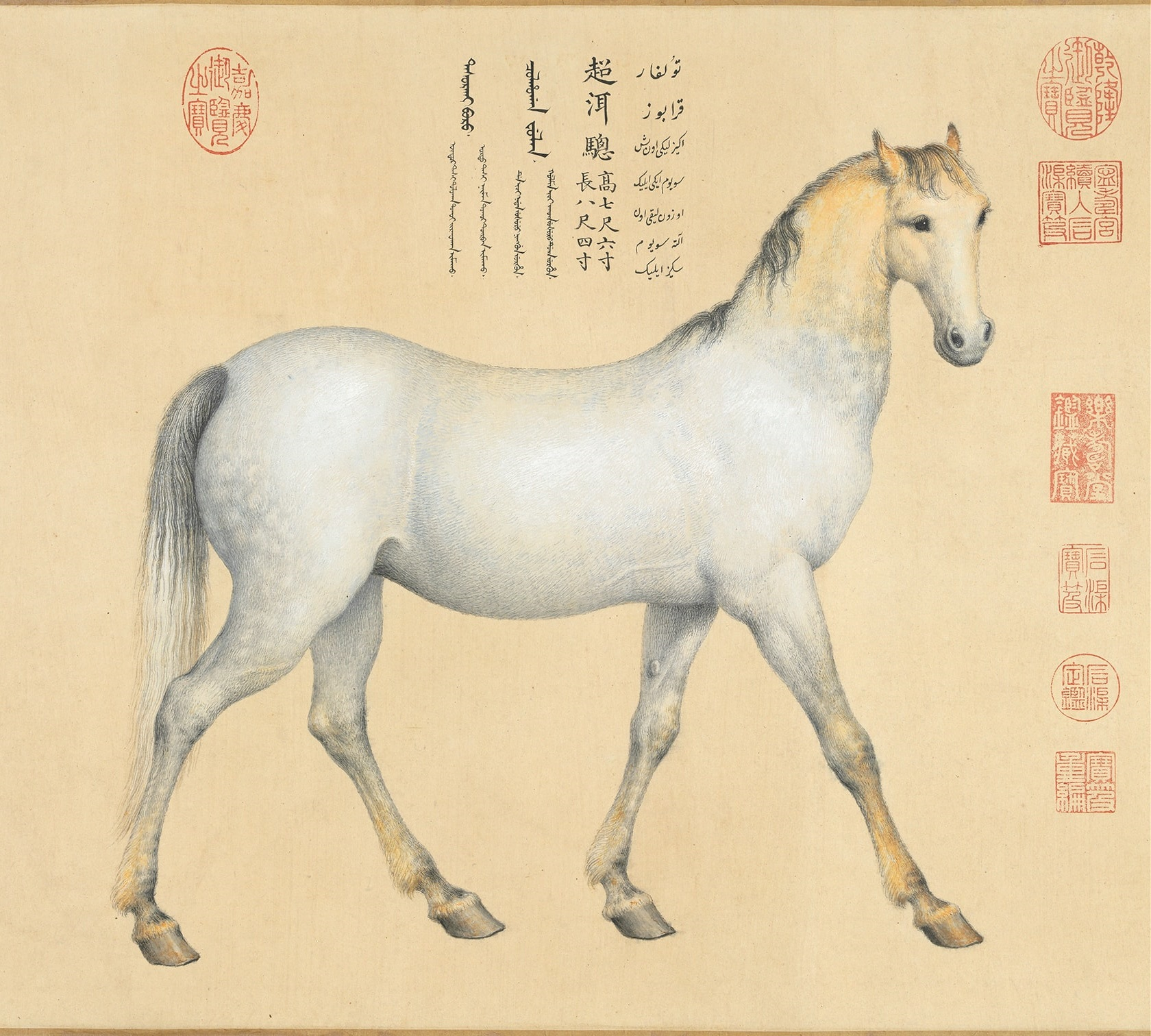
Een van Castigliones vier Afghaanse hengsten
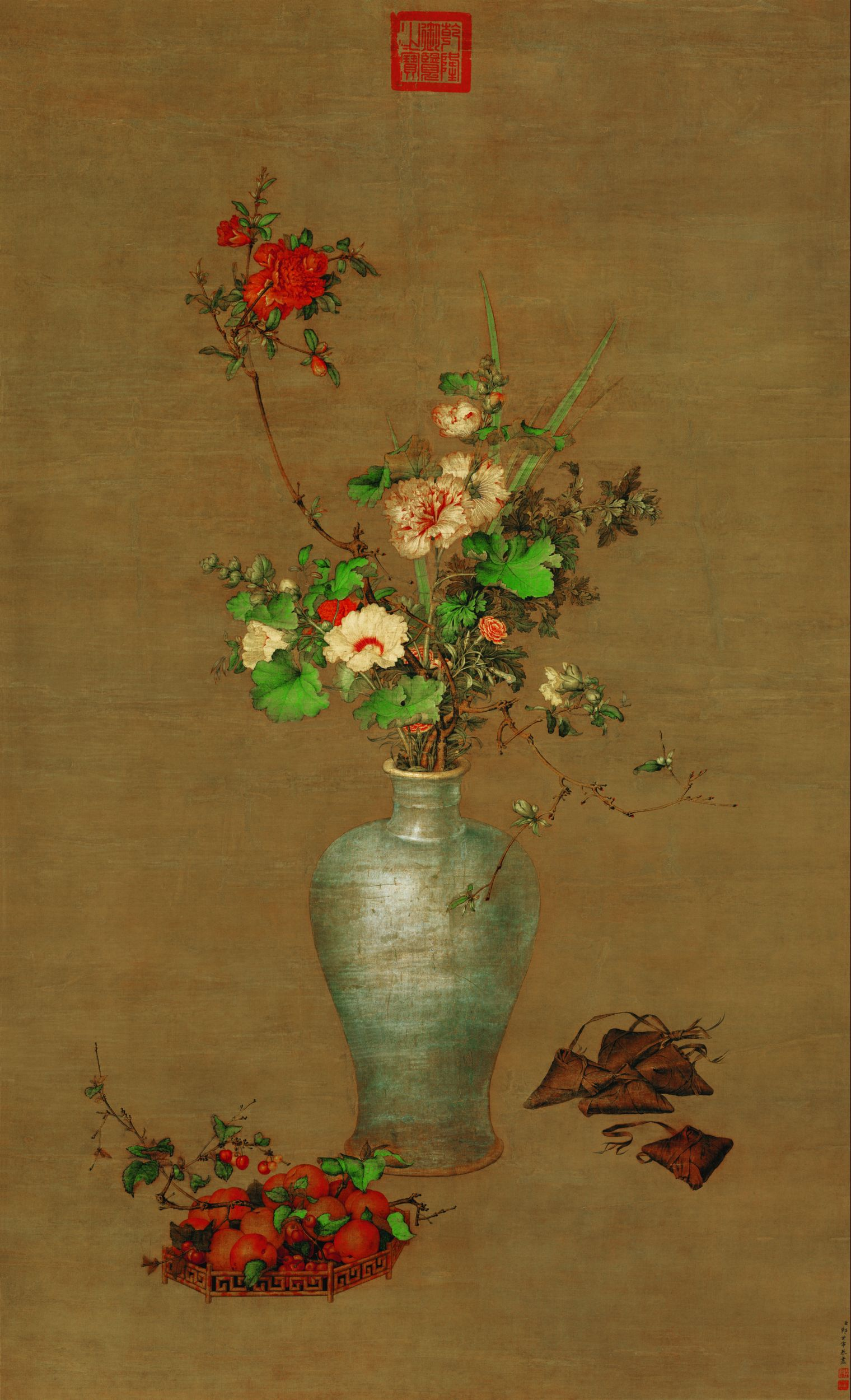
Bloemen in de vaas
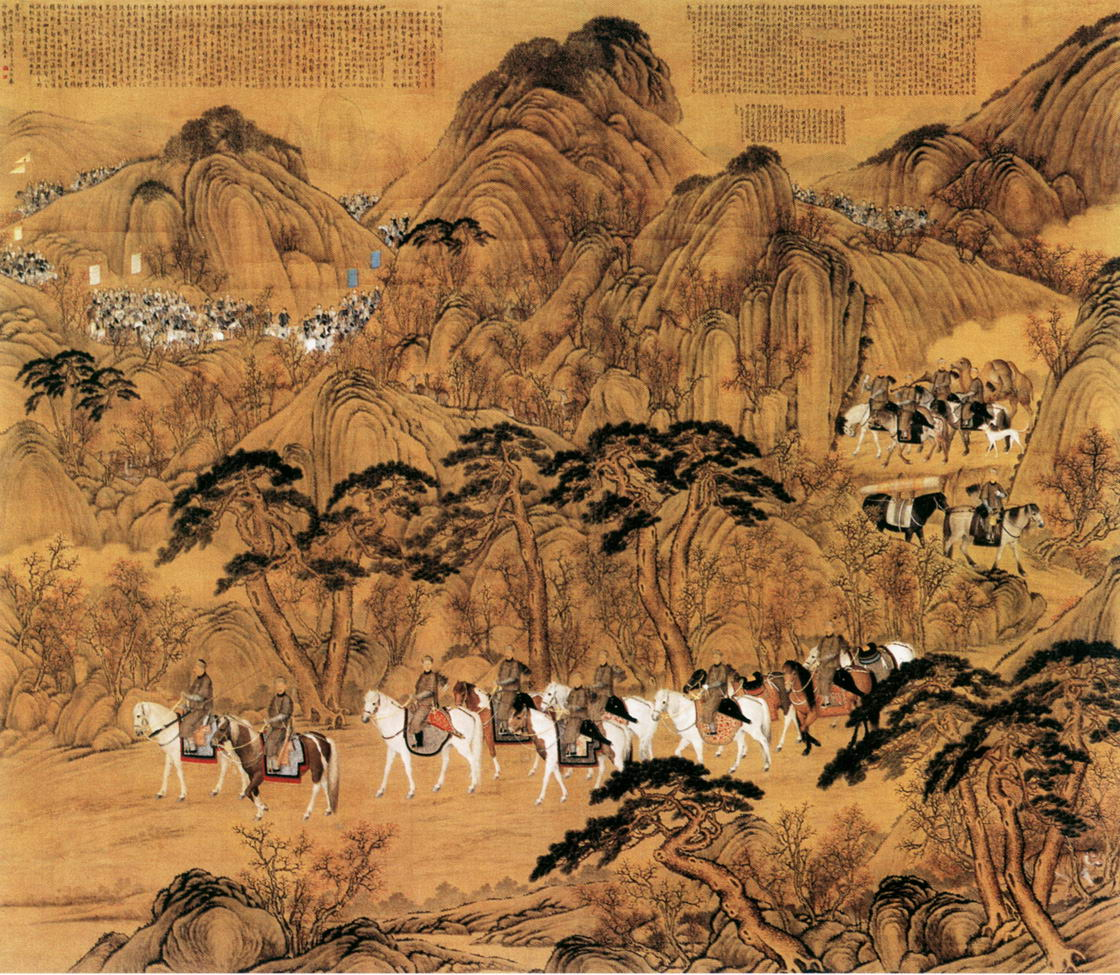
Keizer Qianlong jaagt op herten
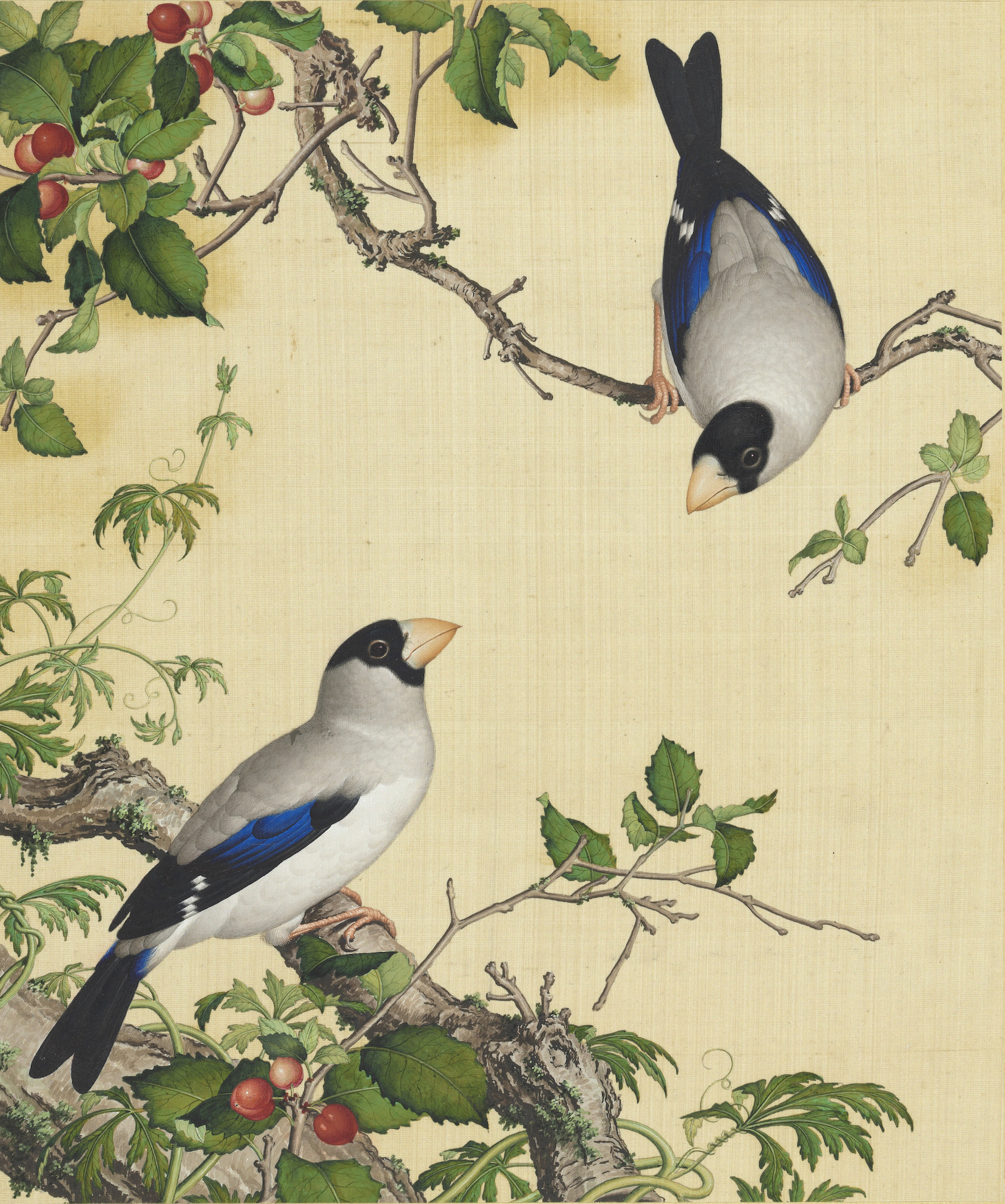
Afbeelding uit het Xian'e Changchun Album
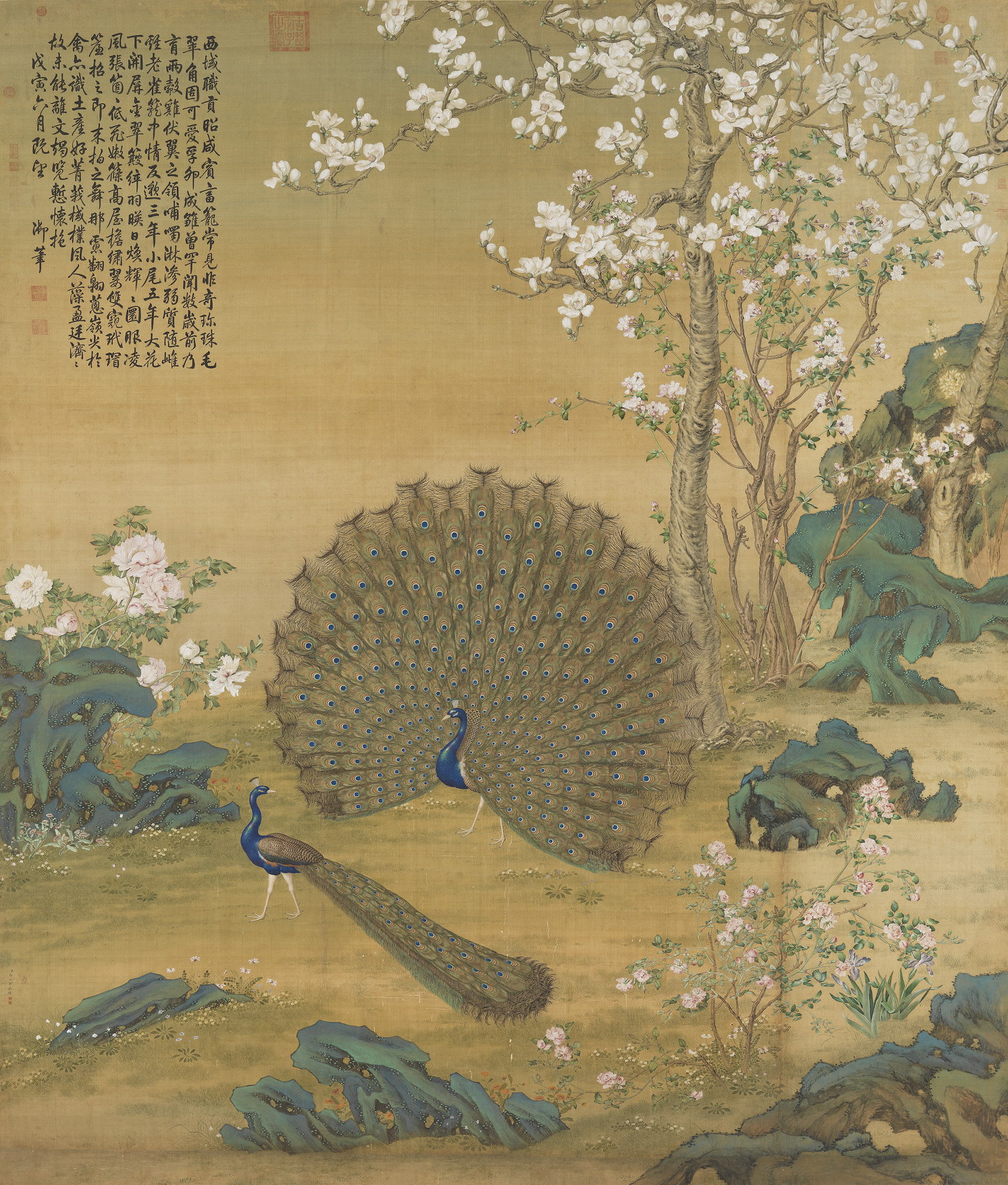
Een pauw spreidt zijn veren
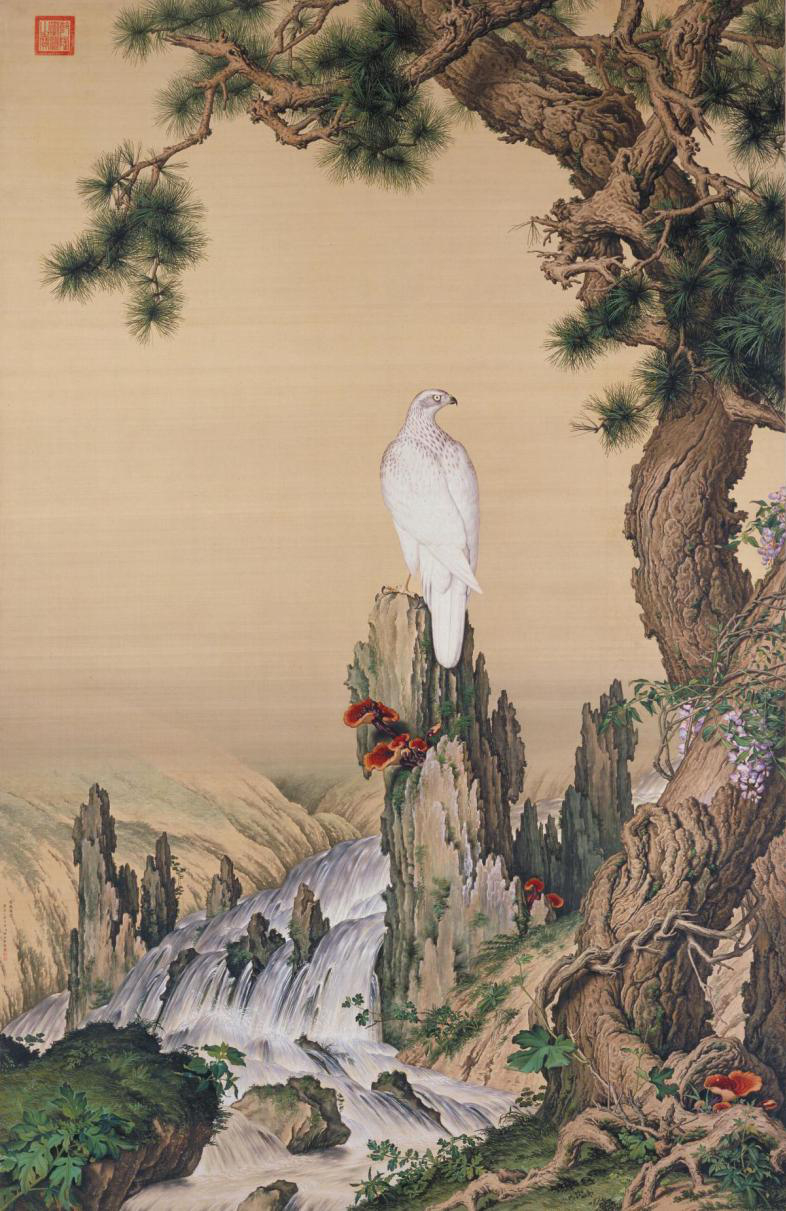
De pijnboom, havik en glanzende ganoderma

- Biblioteca Nacional de España: XX1201586
- Bibliothèque nationale de France: cb135332590 (data)
- CiNii: DA04646419
- Stuttgart Database of Scientific Illustrators 1450–1950: 12208
- Gemeinsame Normdatei: 119282216
- International Standard Name Identifier: 0000 0001 2126 8741
- Library of Congress Control Number: n50082245
- Bibliotheek van het Japanse parlement: 01198744
- Nationale Bibliotheek van Tsjechië: jx20090420001
- Nationale bibliotheek van Australië: 35836513
- Nationale Bibliotheek van Israël: 987007422426905171
- RKD-Nederlands Instituut voor Kunstgeschiedenis: 265302
- Istituto Centrale per il Catalogo Unico: BVEV096667
- SNAC: w6gm8v0r
- Système universitaire de documentation: 050508466
- Trove: 1109370
- Union List of Artist Names: 500008839
- Virtual International Authority File: 32159898
- WorldCat: E39PBJyRDQkcJkqBX3FYtXXfMP